# Alfred von Domaszewski
Alfred von Domaszewski (Temesvár, 30 de octubre de 1856 - Múnich, 25 de marzo de 1927) fue un historiador húngaro de origen austríaco, especializado en la Edad Antigua.
Recibió su educación en Viena, donde permaneció tras su graduación trabajando como profesor en una escuela secundaria. En 1884 comenzó a trabajar como asistente en el Museo de Historia del Arte de Viena, y tres años más tarde como profesor asociado de Historia antigua en la Universidad de Heidelberg, alcanzando en 1890 el puesto de profesor. Uno de sus alumnos más destacados fue el historiador Ernst Hartwig Kantorowicz (1895-1963).
En 1882 acompañó al ingeniero y arqueólogo alemán Carl Humann (1839-1896) a Esmirna en nombre de la Academia de las Ciencias de Berlín, con el apoyo del Ministerio de Educación de Viena; también asistió a Humann en el desarrollo de un proyecto de reconstrucción del Monumentum Ancyranum. Junto con el filólogo Rudolf Ernst Brünnow (1858-1917) realizó un exhaustivo análisis y planimetría de la antigua ciudad de Petra.

## Obras señaladas
- Die Religion des römischen Heeres (La religión del ejército romano), 1895.
- Die Rangordnung des römischen Heeres (La jerarquía del ejército romano), 1907.
- Geschichte der römischen Kaiser (Historia del emperador romano), 1909.
- Abhandlungen zur römischen Religion (Tratados sobre la religión romana), 1909.